# Чемпионат Союзной Республики Югославия по футболу
Первая Лига Союзной Республики Югославия по футболу (серб. Прва лига СР Југославије у фудбалу) — являлась высшим футбольным дивизионом в Союзной Республике Югославия. Турнир был организован под эгидой Футбольного союза Югославии. Турнир проводился с 1993 года после распада СФРЮ и до 2003 года, когда вместо Первой Лиги СРЮ была создана Первая Лига Сербии и Черногории.
Первый чемпионат обновлённой Югославии стартовал в 1992 году и первым чемпионом страны стал белградский «Партизан». Всего же было проведено 11 сезонов в которых 7 раз победу праздновал «Партизан», 3 раза чемпионом была «Црвена Звезда» и 1 раз ФК «Обилич».

## Чемпионы и бомбардиры
| Сезон   | Чемпион       | Вице-чемпион  | Третье место  | Лучший снайпер                                            | Голы |
| ------- | ------------- | ------------- | ------------- | --------------------------------------------------------- | ---- |
| 1992-93 | Партизан      | Црвена Звезда | Войводина     | Анто Дробняк (Црвена Звезда) Веско Михайлович (Войводина) | 22   |
| 1993-94 | Партизан      | Црвена Звезда | Войводина     | Саво Милошевич (Партизан)                                 | 21   |
| 1994-95 | Црвена Звезда | Партизан      | Войводина     | Саво Милошевич (Партизан)                                 | 30   |
| 1995-96 | Партизан      | Црвена Звезда | Войводина     | Воислав Будимирович (Чукарички)                           | 23   |
| 1996-97 | Партизан      | Црвена Звезда | Войводина     | Зоран Йовичич (Црвена Звезда)                             | 21   |
| 1997-98 | Обилич        | Црвена Звезда | Партизан      | Саша Маркович (Црвена Звезда)                             | 27   |
| 1998-99 | Партизан      | Обилич        | Црвена Звезда | Деян Османович (Хайдук)                                   | 16   |
| 1999-00 | Црвена Звезда | Партизан      | Обилич        | Матея Кежман (Партизан)                                   | 27   |
| 2000-01 | Црвена Звезда | Партизан      | Обилич        | Петар Дивич (ОФК Белград)                                 | 27   |
| 2001-02 | Партизан      | Црвена Звезда | Сартид        | Зоран Джурашкович (Младост (Лучани))                      | 27   |
| 2002-03 | Партизан      | Црвена Звезда | ОФК Белград   | Звонимир Вукич (Партизан)                                 | 22   |

| Клуб          | Число титулов | Сезоны                                                        |
| ------------- | ------------- | ------------------------------------------------------------- |
| Партизан      | 7             | 1992/93, 1993/94, 1995/96, 1996/97, 1998/99, 2001/02, 2002/03 |
| Црвена Звезда | 3             | 1994/95, 1999/00, 2000/01                                     |
| Обилич        | 1             | 1997/98                                                       |